# Sistema numerico vigesimale

I numeri maya sono un sistema in base 20.

Il sistema numerico vigesimale o in base 20 si basa sul "venti" (nello stesso modo in cui il sistema numerico decimale si basa sul "dieci"). 

## Posizione
In un sistema posizionale vigesimale, vengono utilizzati venti numeri individuali (o simboli numerici), dieci in più rispetto al comune sistema decimale. Un metodo moderno per trovare i simboli extra necessari è scrivere dieci come la lettera A20 (il 20 significa "in base 20"), scrivere diciannove come J20 e i numeri compresi con le corrispondenti lettere dell'alfabeto. Questo è simile alla pratica informatica comune di scrivere numeri esadecimali oltre il 9 con le lettere "A – F". Un altro metodo meno comune ignora la lettera "I", al fine di evitare confusione tra I20 come diciotto e uno, in modo che il numero diciotto sia scritto come J20 e diciannove sia scritto come K20 . Il numero venti è scritto come 1020. 

### Tabella di conversione
| 1  | 2  | 3  | 4  | 5  | 6  | 7  | 8  | 9  | A  | B  | C  | D  | E  | F  | G  | H  | I  | J  | 10  |
| -- | -- | -- | -- | -- | -- | -- | -- | -- | -- | -- | -- | -- | -- | -- | -- | -- | -- | -- | --- |
| 2  | 4  | 6  | 8  | A  | C  | E  | G  | I  | 10 | 12 | 14 | 16 | 18 | 1A | 1C | 1E | 1G | 1I | 20  |
| 3  | 6  | 9  | C  | F  | I  | 11 | 14 | 17 | 1A | 1D | 1G | 1J | 22 | 25 | 28 | 2B | 2E | 2H | 30  |
| 4  | 8  | C  | G  | 10 | 14 | 18 | 1C | 1G | 20 | 24 | 28 | 2C | 2G | 30 | 34 | 38 | 3C | 3G | 40  |
| 5  | A  | F  | 10 | 15 | 1A | 1F | 20 | 25 | 2A | 2F | 30 | 35 | 3A | 3F | 40 | 45 | 4A | 4F | 50  |
| 6  | C  | I  | 14 | 1A | 1G | 22 | 28 | 2E | 30 | 36 | 3C | 3I | 44 | 4A | 4G | 52 | 58 | 5E | 60  |
| 7  | E  | 11 | 18 | 1F | 22 | 29 | 2G | 33 | 3A | 3H | 44 | 4B | 4I | 55 | 5C | 5J | 66 | 6D | 70  |
| 8  | G  | 14 | 1C | 20 | 28 | 2G | 34 | 3C | 40 | 48 | 4G | 54 | 5C | 60 | 68 | 6G | 74 | 7C | 80  |
| 9  | I  | 17 | 1G | 25 | 2E | 33 | 3C | 41 | 4A | 4J | 58 | 5H | 66 | 6F | 74 | 7D | 82 | 8B | 90  |
| A  | 10 | 1A | 20 | 2A | 30 | 3A | 40 | 4A | 50 | 5A | 60 | 6A | 70 | 7A | 80 | 8A | 90 | 9A | A0  |
| B  | 12 | 1D | 24 | 2F | 36 | 3H | 48 | 4J | 5A | 61 | 6C | 73 | 7E | 85 | 8G | 97 | 9I | A9 | B0  |
| C  | 14 | 1G | 28 | 30 | 3C | 44 | 4G | 58 | 60 | 6C | 74 | 7G | 88 | 90 | 9C | A4 | AG | B8 | C0  |
| D  | 16 | 1J | 2C | 35 | 3I | 4B | 54 | 5H | 6A | 73 | 7G | 89 | 92 | 9F | A8 | B1 | BE | C7 | D0  |
| E  | 18 | 22 | 2G | 3A | 44 | 4I | 5C | 66 | 70 | 7E | 88 | 92 | 9G | AA | B4 | BI | CC | D6 | E0  |
| F  | 1A | 25 | 30 | 3F | 4A | 55 | 60 | 6F | 7A | 85 | 90 | 9F | AA | B5 | C0 | CF | DA | E5 | F0  |
| G  | 1C | 28 | 34 | 40 | 4G | 5C | 68 | 74 | 80 | 8G | 9C | A8 | B4 | C0 | CG | DC | E8 | F4 | G0  |
| H  | 1E | 2B | 38 | 45 | 52 | 5J | 6G | 7D | 8A | 97 | A4 | B1 | BI | CF | DC | E9 | F6 | G3 | H0  |
| I  | 1G | 2E | 3C | 4A | 58 | 66 | 74 | 82 | 90 | 9I | AG | BE | CC | DA | E8 | F6 | G4 | H2 | I0  |
| J  | 1I | 2H | 3G | 4F | 5E | 6D | 7C | 8B | 9A | A9 | B8 | C7 | D6 | E5 | F4 | G3 | H2 | I1 | J0  |
| 10 | 20 | 30 | 40 | 50 | 60 | 70 | 80 | 90 | A0 | B0 | C0 | D0 | E0 | F0 | G0 | H0 | I0 | J0 | 100 |

| Decimale | Vigesimale | Vigesimale |
| -------- | ---------- | ---------- |
| 0        | 0          | 0          |
| 1        | 1          | 1          |
| 2        | 2          | 2          |
| 3        | 3          | 3          |
| 4        | 4          | 4          |
| 5        | 5          | 5          |
| 6        | 6          | 6          |
| 7        | 7          | 7          |
| 8        | 8          | 8          |
| 9        | 9          | 9          |
| 10       | A          | A          |
| 11       | B          | B          |
| 12       | C          | C          |
| 13       | D          | D          |
| 14       | E          | E          |
| 15       | F          | F          |
| 16       | G          | G          |
| 17       | H          | H          |
| 18       | I          | J          |
| 19       | J          | K          |

Secondo questa notazione: 
20 significa quaranta in decimale = (2 × 201) + (0 × 200)
D0 significa duecentosessanta in decimale = (13 × 201) + (0 × 200)
100 significa quattrocento in decimale = (1 × 202) + (0 × 201) + (0 × 200) .
Nel resto di questa voce, i numeri sono espressi in notazione decimale, se non diversamente specificato. Ad esempio, 10 significa dieci, 20 significa venti. I numeri in notazione vigesimale usano la convenzione per cui I significa "diciotto" e J significa "diciannove".

## Frazioni
Poiché 20 è divisibile per due e cinque ed è adiacente a 21, il prodotto di tre e sette, coprendo così i primi quattro numeri primi, molte frazioni vigesimali hanno rappresentazioni semplici (sebbene i terzi siano più complicati che in decimale, ripetendo due cifre anziché una). In decimale, dividendo per tre due volte (noni) dà un periodo a una sola cifra 1/9 = 0,1111 .... per esempio) perché 9 è il numero inferiore a dieci. 21, tuttavia, il numero adiacente a 20 che è divisibile per 3, non è divisibile per 9. I noni in vigesimale hanno periodi di sei cifre. Poiché 20 ha gli stessi fattori primi di 10 (due e cinque), una frazione termina in decimale se e solo se termina in vigesimale. 
| In decimale Fattori primi della base: 2, 5 Fattori primi sotto la base: 3 Fattori primi sopra la base: 11 | In decimale Fattori primi della base: 2, 5 Fattori primi sotto la base: 3 Fattori primi sopra la base: 11 | In decimale Fattori primi della base: 2, 5 Fattori primi sotto la base: 3 Fattori primi sopra la base: 11 | In vigesimale Fattori primi della base: 2, 5 Fattori primi sotto la base: J Fattori primi sopra la base: 3, 7 | In vigesimale Fattori primi della base: 2, 5 Fattori primi sotto la base: J Fattori primi sopra la base: 3, 7 | In vigesimale Fattori primi della base: 2, 5 Fattori primi sotto la base: J Fattori primi sopra la base: 3, 7 |
| Frazione                                                                                                  | Fattori primi del denominatore                                                                            | Rappresentazione posizionale                                                                              | Rappresentazione posizionale                                                                                  | Fattori primi del denominatore                                                                                | Frazione |
| 1/2 | 2 | 0.5 | 0.A | 2 | 1/2 |
| 1/3 | 3 | 0.3333... = 0.3                                                                                           | 0.6D6D... = 0.6D                                                                                              | 3 | 1/3 |
| 1/4 | 2 | 0.25 | 0.5 | 2 | 1/4 |
| 1/5 | 5 | 0.2 | 0.4 | 5 | 1/5 |
| 1/6 | 2, 3 | 0.16 | 0.36D | 2, 3 | 1/6 |
| 1/7 | 7 | 0.142857                                                                                                  | 0.2H | 7 | 1/7 |
| 1/8 | 2 | 0.125 | 0.2A | 2 | 1/8 |
| 1/9 | 3 | 0.1 | 0.248HFB | 3 | 1/9 |
| 1/10 | 2, 5 | 0.1 | 0.2 | 2, 5 | 1/A |
| 1/11 | 11 | 0.09 | 0.1G759 | B | 1/B |
| 1/12 | 2, 3 | 0.083 | 0.1D6 | 2, 3 | 1/C |
| 1/13 | 13 | 0.076923                                                                                                  | 0.1AF7DGI94C63                                                                                                | D | 1/D |
| 1/14 | 2, 7 | 0.0714285                                                                                                 | 0.18B | 2, 7 | 1/E |
| 1/15 | 3, 5 | 0.06 | 0.16D | 3, 5 | 1/F |
| 1/16 | 2 | 0.0625 | 0.15 | 2 | 1/G |
| 1/17 | 17 | 0.0588235294117647                                                                                        | 0.13ABF5HCIG984E27                                                                                            | H | 1/H |
| 1/18 | 2, 3 | 0.05 | 0.1248HFB | 2, 3 | 1/I |
| 1/19 | 19 | 0.052631578947368421                                                                                      | 0.1 | J | 1/J |
| 1/20 | 2, 5 | 0.05 | 0.1 | 2, 5 | 1/10 |

## Numeri ciclici
La scomposizione in fattori primi di venti è 22 × 5, quindi non è una potenza perfetta. Tuttavia, la sua parte quadrata libera, 5, è congruente a 1 (mod 4). Pertanto, secondo la congettura di Artin sulle radici primitive, il vigesimale ha infinitamente molti numeri primi ciclici, ma la frazione di numeri primi ciclici non è necessariamente del 37,395%. Un programma UnrealScript che calcola le lunghezze dei periodi ricorrenti di varie frazioni in un dato insieme di basi ha scoperto che, dei primi 15.456 numeri primi, ~ 39.344% sono ciclici in vigesimale.

## Numeri reali
| Numero algebrico irrazionale                                           | In decimale               | In vigesimale          |
| ---------------------------------------------------------------------- | ------------------------- | ---------------------- |
| √2 (la lunghezza della diagonale di un quadrato con lato unitario )    | 1,41421356237309. . .     | 1.85DE37JGF09H6. . .   |
| √3 (la lunghezza della diagonale di un cubo con spigolo unitario)      | 1,73205080756887. . .     | 1. ECG82BDDF5617. . .  |
| √5 (la lunghezza della diagonale di un rettangolo 1 × 2 )              | 2,2360679774997. . .      | 2.4E8AHAB3JHGIB. . .   |
| φ (phi, il rapporto aureo = 1+√5/2                                     | 1,6180339887498. . .      | 1. C7458F5BJII95. . .  |
| Numero irrazionale trascendentale                                      | In decimale               | In vigesimale          |
| π (pi, il rapporto tra circonferenza e diametro)                       | 3,14159265358979. . .     | 3.2GCEG9GBHJ9D2. . .   |
| e (la base del logaritmo naturale)                                     | 2,7182818284590452. . .   | 2. E7651H08B0C95. . .  |
| γ (la differenza limite tra la serie armonica e il logaritmo naturale) | ,5772156649015328606. . . | 0. BAHEA2B19BDIBI. . . |

## Utilizzo
In molte lingue europee, 20 è usato come base, almeno per quanto riguarda la struttura linguistica dei nomi di determinati numeri (sebbene un sistema vigesimale coerente e completo, basato sui poteri 20, 400, 8000 ecc., non sia generalmente usato). 
- L'Open Location Code (codice di posizione aperto), utilizzato per la codifica delle aree geografiche utilizza una codifica di coordinate in base 20.[1]

### Africa
I sistemi vigesimali sono comuni in Africa, ad esempio in lingua yoruba. 
Ogún, 20, è il blocco numerico di base. 
Ogójì, 40, (Ogún-meji) = 20 moltiplicato per 2 (èjì). 
Ogota, 60, (Ogún-mẹ̀ta) = 20 moltiplicato per 3 (ẹ̀ta). 
Ogorin, 80, (Ogún-mẹ̀rin) = 20 moltiplicato per 4 (ẹ̀rin). 
Ogorun, 100, (Ogún-màrún) = 20 moltiplicato per 5 (àrún). 
16 (Ẹẹ́rìndílógún) = 4 in meno di 20. 
17 (Etadinlogun) = 3 in meno di 20. 
18 (Eejidinlogun) = 2 in meno di 20. 
19 (Okandinlogun) = 1 in meno di 20. 
21 (Okanlelogun) = 1 in più di 20. 
22 (Eejilelogun) = 2 in più di 20. 
23 (Etalelogun) = 3 in più di 20. 
24 (Erinlelogun) = 4 in più di 20. 
25 (Aarunlelogun) = 5 in più di 20.

### Americhe
- Venti era una base nei sistemi numerici Maya e Aztechi. I Maya usarono i seguenti nomi per le potenze del venti: kal  (20), bak  (20 2 = 400), pic  (20 3 = 8.000), calab  (20 4 = 160.000), kinchil  (20 5 = 3.200.000) e alau  (20 6 = 64.000.000). . Gli Aztechi li chiamavano: cempoalli  (1 × 20), centzontli  (1 × 400), cenxiquipilli  (1 × 8.000), cempoalxiquipilli  (1 × 20 × 8.000 = 160.000), centzonxiquipilli  (1 × 400 × 8.000 = 3.200.000) e cempoaltzonxiquipilli  (1 × 20 × 400 × 8.000 = 64.000.000). Si noti che il prefisso ce(n/m) significa "uno" e viene sostituito con il numero corrispondente per ottenere i nomi di altri multipli della potenza. Ad esempio, ome  (2) × poalli  (20) = ompoalli  (40), ome  (2) × tzontli  (400) = ontzontli  (800). Il -li  in poalli  (e xiquipilli  ) e il -tli  in tzontli sono suffissi grammaticali dei nomi; quindi poalli, tzontli  e xiquipilli si compongono come poaltzonxiquipilli (invece di * poallitzontlixiquipilli).
- I Tlingit usano la base 20.

| 𝋀 | 𝋁 | 𝋂 | 𝋃 | 𝋄 | 𝋅 | 𝋆 | 𝋇 | 𝋈 | 𝋉 | 𝋊  | 𝋋  | 𝋌  | 𝋍  | 𝋎  | 𝋏  | 𝋐  | 𝋑  | 𝋒  | 𝋓  |
| 0 | 1 | 2 | 3 | 4 | 5 | 6 | 7 | 8 | 9 | 10 | 11 | 12 | 13 | 14 | 15 | 16 | 17 | 18 | 19 |

- I numeri dei Kaktovik Inupiaq usano un sistema in base 20. Nel 1994, degli studenti di Kaktovik, in Alaska, inventarono i "numeri di Kaktovik Inupiaq". Prima che i numeri fossero stati sviluppati, i nomi in Inuit erano caduti in disuso.[2]

### Asia
- Dzongkha, la lingua nazionale del Bhutan, ha un sistema vigesimale completo, con numerali per le potenze di venti 20, 400, 8.000 e 160.000.
- Inoltre, una lingua parlata nelle colline del Garo meridionale dello stato di Meghalaya, nell'India nord-orientale e nelle aree adiacenti del Bangladesh, ha un sistema vigesimale che oggi è considerato arcaico.[3]
- In lingua santali, una lingua Munda dell'India, "cinquanta" è espresso dalla frase bār isī gäl, letteralmente "due venti dieci".[4] Allo stesso modo, in Didei, un'altra lingua munda parlata in India, i numeri complessi sono decimali fino al 19 e decimali-vigesimali fino al 399.[5]
- Il sistema numerico Burushaski è in base 20. Ad esempio, 20 altar, 40 alto-altar (2 volte 20), 60 iski-altar (3 volte 20) ecc.
- Nell'Asia orientale, anche il linguaggio Ainu utilizza un sistema di conteggio basato sul numero 20. hotnep è 20, wanpe etu hotnep ("altri dieci prima dei due venti") è 30, tu hotnep ("due venti") è 40, ashikne hotnep ("cinque venti") è 100. Anche la sottrazione viene utilizzata, ad es. shinepesanpe ("uno per arrivare a dieci") è 9.
- La Lingua ciukcia ha un sistema numerico vigesimale.[6]

### Oceania
Vi sono prove dell'uso della base 20 nella lingua māori della Nuova Zelanda, come si vede nei termini Te Hokowhitu a Tu che si riferisce a un partito di guerra (letteralmente "i sette 20 di Tu") e Tama-hokotahi, che si riferisce a un grande guerriero ("un unico uomo che vale come 20").

### Europa

#### Etimologia
Vigesimale deriva dall'aggettivo latino vicesimus.

#### Esempi
- Venti (vingt) è usato come base in lingua francese nei nomi dei numeri da 80 a 99, tranne nel francese di Belgio, Svizzera, Repubblica Democratica del Congo, Ruanda, Valle d'Aosta e Isole del Canale. Per esempio, "quatre-vingts", parola francese per "80", significa letteralmente "quattro [volte] venti"; quatre-vingt-sept ("87") è "quattro [volte] venti [più] sette"; quatre-vingt-seize ("96") è "quattro [volte] venti [più] sedici", eccetera. Invece nelle altre varianti del francese 80 e 90 hanno in genere i nomi huitante/octante e nonante. Pertanto, l'anno 1996 è "mille neuf cent quatre-vingt-seize" nel francese nazionale, ma "mille neuf cent nonante-six" nel francese belga. In Svizzera, "80" può essere quatre-vingts (Ginevra, Neuchâtel, Jura) o huitante (Vaud, Valais, Friburgo); octante è anche usato nelle regioni rurali del sud della Francia.
- Venti (tyve) è usato come base in lingua danese per i numeri da 50 a 99. Per esempio, "tres" (abbreviazione di "tresindstyve") significa "3 volte 20", cioè 60. Tuttavia, i numerali danesi non sono vigesimali in quanto sono solo i nomi di alcune decine che sono formati etimologicamente in sistema vigesimale.
- Venti (ugent) è usato come base in lingua bretone nei nomi dei numeri da 40 a 49 e da 60 a 99. Per esempio, "daou-ugent" significa "2 volte 20", cioè 40, e "triwec'h ha pevar-ugent" (letteralmente "tre-sei e quattro-venti") significa 3×6 + 4×20, cioè 98. Invece 30 è "tregont" e non "dek ha ugent" ("dieci e venti"), e 50 è "hanter-kant" ("mezzo centinaio").
- Venti (ugain) è usato come base in lingua gallese, anche se dalla fine del ventesimo secolo si è sempre più preferito un sistema decimale. Comunque il sistema vigesimale è usato solo per i numeri ordinali. "Deugain" significa "2 volte 20" cioè 40, "trigain" significa "3 volte 20" cioè 60, ecc.
- Venti (fichead) è tradizionalmente usato come base in lingua gaelica scozzese, con "deich ar fhichead" o "fichead 's a deich" che significa "30" ("dieci oltre il venti", o "venti e dieci"), "dà fhichead" 40 ("due ventine"), "dà fhichead 's a deich" 50 ("due ventine e dieci") / "leth-cheud" 50 ("mezzo centinaio"), "trì fichead" 60 ("tre ventine") e così via fino a "naoidh fichead" 180 ("nove ventine"). Al giorno d'oggi viene insegnato il sistema decimale, ma il sistema vigesimale è utilizzato dalle fasce più anziane della popolazione.
- Venti (njëzet) è usato come base in lingua albanese. La parola per "40" (dyzet) significa "due volte venti" (alcuni dialetti della lingua albanese ghega usano invece "katërdhetë"). L'Arbëreshë in Italia può usare 'trizetë' per 60. In passato, si diceva 'katërzetë' per 80. Oggi gli albanesi Cham in Grecia usano tutti numeri con "zet": 20 si dice 1 zet, 40 "2 zet", 60 3 zet e 80 4 zet.
- Venti (otsi) è usato come base in lingua georgiana. Per esempio, 31 ("otsdatertmeti") letteralmente significa "venti e undici"; 67 (samotsdashvidi) è "tre-venti-e-sette".
- Venti (tqa) è usato come base nelle lingue nakh.
- Venti (hogei) è usato come base in lingua basca per i numeri fino a 100 (ehun). Le parole per 40 (berrogei), 60 (hirurogei) e 80 (laurogei) significano "due-venti", "tre-venti" e "quattro venti" rispettivamente. Per esempio il numero 75 è chiamato "hirurogeita hamabost", lett. "tre-venti-e-dieci-cinque". Il nazionalista basco Sabino Arana propose un sistema di cifre vigesimale per una corrispondenza con il linguaggio parlato e, in alternativa, una riforma del linguaggio parlato per renderlo decimale, ma le proposte non ebbero seguito.
- Venti (dwisti o dwujsti) è usato come base nel dialetto resiano della lingua slovena nella valle di Resia. 60 è espresso come trïkrat dwisti (3×20), 70 come trïkrat dwisti nu dësat (3×20 + 10), 80 come štirikrat dwisti (4×20) e 90 come štirikrat dwisti nu dësat (4×20 + 10).
- Nel vecchio sistema di valuta del Regno Unito (pre-1971), esistevano 20 scellini (ognuno valeva 12 pence) per ogni sterlina. Dopo l'introduzione del sistema decimale nel 1971 (1 sterlina equivale a 100 nuovi pence invece di 240 pence del vecchio sistema), le monete di scellin ancora in circolazione furono rivalutate a 5 pence (non più coniate, poi fuori circolazione dal 1990).
- Nel sistema imperiale di misura del peso ci sono venti "hundredweight" in un "ton".
- In inglese, contare per venti è stato usato storicamente, come nell'apertura del famoso Discorso di Gettysburg "Four score and seven years ago…", per indicare ottantasette anni fa. Nella Bibbia di re Giacomo il termine "score" (arcaico per "venti") è usato oltre 130 volte, anche se solo quando preceduto da un numero maggiore di uno, mentre un singolo "score" è espresso sempre come "venti". L'uso di "score" per indicare multipli di venti è caduto in disuso nell'inglese moderno.
- Altre lingue hanno equivalenti allo "score" del vecchio inglese, per esempio il danese e il norvegese "snes".
- In regioni in cui tracce delle lingue brittoniche sono sopravvissute nei dialetti, il sistema di conteggio delle pecore in vigesimale è pervenuto fino ai nostri giorni.

### Osservazioni correlate
- Tra i multipli di 10, 20 è descritto in modo speciale in alcune lingue, tra cui l'italiano. Infatti, mentre le parole "trenta" e "quaranta" ricordano "tre" e "quattro", la parola "venti" è totalmente diversa da "due". Allo stesso modo, nelle lingue semitiche come l'arabo e l'ebraico, i numeri 30, 40 ... 90 sono espressi da forme morfologicamente plurali delle parole per i numeri 3, 4 ... 9, ma il numero 20 è espresso da una forma morfologicamente plurale di 10. La lingua giapponese ha una parola speciale (hatachi) per 20 anni (di età) e per il 20º giorno del mese (hatsuka).
- In alcune lingue (ad es l'inglese, le lingue slave e il tedesco), i nomi dei numeri a due cifre da 11 a 19 consistono in una parola, ma i nomi dei numeri a due cifre da 21 in poi consistono in due parole. In francese, questo vale fino al 16. In un certo numero di altre lingue (come l'ebraico), i nomi dei numeri dall'11 al 19 contengono due parole, ma una di queste parole è una speciale forma riferita al dieci (come il -teen in inglese), che è diversa dalla forma ordinaria della parola per il numero 10, e in effetti può essere trovato solo in questi nomi dei numeri 11-19.
- Il cantonese[7] e il cinese Wu usano frequentemente la singola unità 廿 (Cantonese yàh, Shanghainese nyae o ne, Mandarin niàn) per venti, oltre al valore decimale 二十  (Cantonese yìh sàhp, Shanghainese el sah, Mandarin èr shí ) che significa letteralmente "due dieci". Esistono equivalenti per 30 e 40 (卅 e 卌 rispettivamente: mandarino sà e xì ), ma questi sono più raramente utilizzati. Questo è un residuo storico di un sistema vigesimale.
- Sebbene i numeri Khmer abbiano rappresentato un sistema numerico decimale posizionale almeno dal 7º secolo, il Khmer antico o il Khmer angkoriano, possedeva anche simboli separati per i numeri 10, 20 e 100. Ciascun multiplo di 20 o 100 richiedeva un tratto aggiuntivo al carattere, quindi il numero 47 è stato costruito usando il simbolo 20 con un tratto superiore aggiuntivo, seguito dal simbolo per il numero 7. Ciò suggerisce che il Khmer angkoriano parlato usasse un sistema vigesimale.
- Il Thai usa il termine ยี่สิบ (sorso) per 20. Altri multipli di dieci sono costituiti dal numero di base, seguito dalla parola per dieci, ad esempio สามสิบ (sam sip), lett. tre dieci, per trenta. Lo yi di yi sip è diverso dal numero due in altre posizioni, che è สอง ( song). Tuttavia, yi sip è una parola in prestito dal cinese.
- Allo stesso modo il Lao forma multipli di dieci mettendo il numero di base davanti alla parola dieci, quindi ສາມສິບ (Sam Sip), letteralmente "tre dieci", per trenta. L'eccezione è venti, per cui viene utilizzata la parola ຊາວ (xao). (ซาว sao è anche usato nei dialetti nord-orientali e settentrionali del tailandese, ma non nel tailandese standard.)
- Il sistema numerico di Kharosthi si comporta come un sistema vigesimale parziale.

## Esempi nelle lingue mesoamericane

### Potenze di venti in maya yucateco e nahuatl
| 1          | Uno                      | unno    | Se                   | Ce                      | Ce                   |  |
| 20         | Venti                    | K'áal   | Sempouali            | Cempohualli (Cempoalli) | Pohualli             |  |
| 400        | Quattrocento             | Bak     | Sentsontli           | Centzontli              | Tzontli              |  |
| 8000       | Ottomila                 | pic     | Senxikipili          | Cenxiquipilli           | Xiquipilli           |  |
| 160 000    | Centosessantamila        | Calab   | Sempoualxikipili     | Cempohualxiquipilli     | Pohualxiquipilli     |  |
| 3 200 000  | Tre milioni duecentomila | Kinchil | Sentsonxikipili      | Centzonxiquipilli       | Tzonxiquipilli       |  |
| 64 000 000 | Sessantaquattro milioni  | Alau    | Sempoualtzonxikipili | Cempohualtzonxiquipilli | Pohualtzonxiquipilli |  |

### Contando in unità di venti
Questa tabella mostra i numeri maya e i nomi dei numeri nel maya yucateco, nahuatl nell'ortografia moderna e nel nahuatl classico . 
| Da uno a dieci (1 – 10)                                    | Da uno a dieci (1 – 10)             | Da uno a dieci (1 – 10)             | Da uno a dieci (1 – 10)               | Da uno a dieci (1 – 10)   | Da uno a dieci (1 – 10)           | Da uno a dieci (1 – 10)            | Da uno a dieci (1 – 10)            | Da uno a dieci (1 – 10)              | Da uno a dieci (1 – 10)    |
| 1 (uno)                                                    | 2 (due)                             | 3 (tre)                             | 4 (quattro)                           | 5 (cinque)                | 6 (sei)                           | 7 (sette)                          | 8 (otto)                           | 9 (nove)                             | 10 (dieci)                 |
| ---------------------------------------------------------- | ----------------------------------- | ----------------------------------- | ------------------------------------- | ------------------------- | --------------------------------- | ---------------------------------- | ---------------------------------- | ------------------------------------ | -------------------------- |
|                                                            |                                     |                                     |                                       |                           |                                   |                                    |                                    |                                      |                            |
| Hun                                                        | Ka'ah                               | Óox                                 | Kan                                   | Ho'                       | Wak                               | Uk                                 | Waxak                              | Bolon                                | Lahun                      |
| Se                                                         | Ome                                 | Yeyi                                | Naui                                  | Makuili                   | Chikuasen                         | Chikome                            | Chikueyi                           | Chiknaui                             | Majtlaktli                 |
| Ce                                                         | Ome                                 | Yei                                 | Nahui                                 | Macuilli                  | Chicuace                          | Chicome                            | Chicuei                            | Chicnahui                            | Matlactli                  |
| Da undici a venti (11 – 20)                                |                                     |                                     |                                       |                           |                                   |                                    |                                    |                                      |                            |
| 11                                                         | 12                                  | 13                                  | 14                                    | 15                        | 16                                | 17                                 | 18                                 | 19                                   | 20                         |
|                                                            |                                     |                                     |                                       |                           |                                   |                                    |                                    |                                      |                            |
| Buluk                                                      | Lahka'a                             | Óox lahun                           | Kan lahun                             | Ho' lahun                 | Wak lahun                         | Uk lahun                           | Waxak lahun                        | Bolon lahun                          | Hun k'áal                  |
| Majtlaktli onse                                            | Majtlaktli omome                    | Majtlaktli omeyi                    | Majtlaktli onnaui                     | Kaxtoli                   | Kaxtoli onse                      | Kaxtoli omome                      | Kaxtoli omeyi                      | Kaxtoli onnaui                       | Sempouali                  |
| Matlactli huan ce                                          | Matlactli huan ome                  | Matlactli huan yei                  | Matlactli huan nahui                  | Caxtolli                  | Caxtolli huan ce                  | Caxtolli huan ome                  | Caxtolli huan yei                  | Caxtolli huan nahui                  | Cempohualli                |
| Da ventuno a trenta (21 – 30)                              |                                     |                                     |                                       |                           |                                   |                                    |                                    |                                      |                            |
| 21                                                         | 22                                  | 23                                  | 24                                    | 25                        | 26                                | 27                                 | 28                                 | 29                                   | 30                         |
|                                                            |                                     |                                     |                                       |                           |                                   |                                    |                                    |                                      |                            |
| Hump'éel katak hun k'áal                                   | Ka'ah katak hun k'áal               | Óox katak hun k'áal                 | Kan katak hun k'áal                   | Ho' katak hun k'áal       | Wak katak hun k'áal               | Uk katak hun k'áal                 | Waxak katak hun k'áal              | Bolon katak hun k'áal                | Lahun katak hun k'áal      |
| Sempouali onse                                             | Sempouali omome                     | Sempouali omeyi                     | Sempouali onnaui                      | Sempouali ommakuili       | Sempouali onchikuasen             | Sempouali onchikome                | Sempouali onchikueyi               | Sempouali onchiknaui                 | Sempouali ommajtlaktli     |
| Cempohualli huan ce                                        | Cempohualli huan ome                | Cempohualli huan yei                | Cempohualli huan nahui                | Cempohualli huan macuilli | Cempohualli huan chicuace         | Cempohualli huan chicome           | Cempohualli huan chicuei           | Cempohualli huan chicnahui           | Cempohualli huan matlactli |
| Da trentuno a quaranta (31 – 40)                           |                                     |                                     |                                       |                           |                                   |                                    |                                    |                                      |                            |
| 31                                                         | 32                                  | 33                                  | 34                                    | 35                        | 36                                | 37                                 | 38                                 | 39                                   | 40                         |
|                                                            |                                     |                                     |                                       |                           |                                   |                                    |                                    |                                      |                            |
| Buluk katak hun k'áal                                      | Lahka'a katak hun k'áal             | Óox lahun katak hun k'áal           | Kan lahun katak hun k'áal             | Ho' lahun katak hun k'áal | Wak lahun katak hun k'áal         | Uk lahun katak hun k'áal           | Waxak lahun katak hun k'áal        | Bolon lahun katak hun k'áal          | Ka' k'áal                  |
| Sempouali ommajtlaktli onse                                | Sempouali ommajtlaktli omome        | Sempouali ommajtlaktli omeyi        | Sempouali ommajtlaktli onnaui         | Sempouali onkaxtoli       | Sempouali onkaxtoli onse          | Sempouali onkaxtoli omome          | Sempouali onkaxtoli omeyi          | Sempouali onkaxtoli onnaui           | Ompouali                   |
| Cempohualli huan matlactli huan ce                         | Cempohualli huan matlactli huan ome | Cempohualli huan matlactli huan yei | Cempohualli huan matlactli huan nahui | Cempohualli huan caxtolli | Cempohualli huan caxtolli huan ce | Cempohualli huan caxtolli huan ome | Cempohualli huan caxtolli huan yei | Cempohualli huan caxtolli huan nahui | Ompohualli                 |
| Da venti a duecento (di venti in venti) (20 – 200)         |                                     |                                     |                                       |                           |                                   |                                    |                                    |                                      |                            |
| 20                                                         | 40                                  | 60                                  | 80                                    | 100                       | 120                               | 140                                | 160                                | 180                                  | 200                        |
|                                                            |                                     |                                     |                                       |                           |                                   |                                    |                                    |                                      |                            |
| Hun k'áal                                                  | Ka' k'áal                           | Óox k'áal                           | Kan k'áal                             | Ho' k'áal                 | Wak k'áal                         | Uk k'áal                           | Waxak k'áal                        | Bolon k'áal                          | Lahun k'áal                |
| Sempouali                                                  | Ompouali                            | Yepouali                            | Naupouali                             | Makuilpouali              | Chikuasempouali                   | Chikompouali                       | Chikuepouali                       | Chiknaupouali                        | Majtlakpouali              |
| Cempohualli                                                | Ompohualli                          | Yeipohualli                         | Nauhpohualli                          | Macuilpohualli            | Chicuacepohualli                  | Chicomepohualli                    | Chicueipohualli                    | Chicnahuipohualli                    | Matlacpohualli             |
| Da duecento a quattrocento (di venti in venti) (220 – 400) |                                     |                                     |                                       |                           |                                   |                                    |                                    |                                      |                            |
| 220                                                        | 240                                 | 260                                 | 280                                   | 300                       | 320                               | 340                                | 360                                | 380                                  | 400                        |
|                                                            |                                     |                                     |                                       |                           |                                   |                                    |                                    |                                      |                            |
| Buluk k'áal                                                | Lahka'a k'áal                       | Óox lahun k'áal                     | Kan lahun k'áal                       | Ho' lahun k'áal           | Wak lahun k'áal                   | Uk lahun k'áal                     | Waxak lahun k'áal                  | Bolon lahun k'áal                    | Hun bak                    |
| Majtlaktli onse pouali                                     | Majtlaktli omome pouali             | Majtlaktli omeyi pouali             | Majtlaktli onnaui pouali              | Kaxtolpouali              | Kaxtolli onse pouali              | Kaxtolli omome pouali              | Kaxtolli omeyi pouali              | Kaxtolli onnaui pouali               | Sentsontli                 |
| Matlactli huan ce pohualli                                 | Matlactli huan ome pohualli         | Matlactli huan yei pohualli         | Matlactli huan nahui pohualli         | Caxtolpohualli            | Caxtolli huan ce pohualli         | Caxtolli huan ome pohualli         | Caxtolli huan yei pohualli         | Caxtolli huan nahui pohualli         | Centzontli                 |